# Lista odcinków serialu DC’s Legends of Tomorrow
Poniżej znajduje się lista odcinków serialu telewizyjnego DC’s Legends of Tomorrow, emitowanego przez amerykańską stację telewizyjną The CW od 21 stycznia 2016 roku. W Polsce serial był udostępniony na platformie internetowej Player od 19 lutego 2016 roku.

## Przegląd sezonów
| Sezon | Sezon | Odcinki | Pierwsza emisja      | Pierwsza emisja | Pierwsza emisja      | Pierwsza emisja      | Pierwsza emisja |
| Sezon | Sezon | Odcinki | Premiera sezonu      | Finał sezonu    | Premiera sezonu      | Finał sezonu         |                 |
| ----- | ----- | ------- | -------------------- | --------------- | -------------------- | -------------------- | --------------- |
|       | 1     | 16      | 21 stycznia 2016     | 19 maja 2016    | 19 lutego 2016       | 26 maja 2016         |                 |
|       | 2     | 17      | 13 października 2016 | 4 kwietnia 2017 | 10 czerwca 2017      | 10 czerwca 2017      |                 |
|       | 3     | 18      | 10 października 2017 | 9 kwietnia 2018 | 10 października 2019 | 10 października 2019 |                 |
|       | 4     | 16      | 22 października 2018 | 20 maja 2019    | 22 października 2020 | 22 października 2020 |                 |
|       | 5     | 15      | 14 stycznia 2020     | 2 czerwca 2020  | 15 marca 2022        | 15 marca 2022        |                 |
|       | 6     | 15      | 2 maja 2021          | 5 września 2021 | 27 sierpnia 2023     | 27 sierpnia 2023     |                 |
|       | 7     | 13      | 13 października 2021 | 2 marca 2022    | 30 listopada 2023    | 30 listopada 2023    |                 |

## Sezon 1 (2016)
| Nr  | #   | Tytuł                 | Polski tytuł      | Reżyseria          | Scenariusz                                                     | Premiera (The CW)                       | Premiera w Polsce (Player) |
| --- | --- | --------------------- | ----------------- | ------------------ | -------------------------------------------------------------- | --------------------------------------- | -------------------------- |
| 1 2 | 1 2 | Pilot (Part 1-2)      | Pilot (Część 1-2) | Glen Winter        | Marc Guggenheim, Phil Klemmer, Greg Berlanti, Andrew Kreisberg | 21 stycznia 2016 28 stycznia 2016       | 19 lutego 2016             |
| 3   | 3   | Blood Ties            | Więzy krwi        | Dermott Downs      | Marc Guggenheim, Chris Fedak                                   | 4 lutego 2016                           | 26 lutego 2016             |
| 4   | 4   | White Knights         | Biali rycerze     | Antonio Negret     | Sarah Nicole Jones, Phil Klemmer                               | 7 lutego 2016 (CAN) 11 lutego 2016      | 4 marca 2016               |
| 5   | 5   | Fail-Safe             | Misja ratunkowa   | Dermott Downs      | Beth Schwartz, Grainne Godfree                                 | 18 lutego 2016                          | 11 marca 2016              |
| 6   | 6   | Star City 2046        | Star City 2046    | Steve Shill        | Marc Guggenheim, Ray Utarnachitt                               | 25 lutego 2016                          | 18 marca 2016              |
| 7   | 7   | Marooned              | Na pastwę losu    | Gregory Smith      | Anderson Mackenzie, Phil Klemmer                               | 3 marca 2016                            | 25 marca 2016              |
| 8   | 8   | Night of the Hawk     | Noc Jastrzębia    | Joe Dante          | Sarah Nicole Jones, Cortney Norris                             | 10 marca 2016                           | 1 kwietnia 2016            |
| 9   | 9   | Left Behind           | Pozostawieni      | John Showalter     | Beth Schwartz, Grainne Godfree                                 | 31 marca 2016                           | 7 kwietnia 2016            |
| 10  | 10  | Progeny               | Potomstwo         | David Geddes       | Phil Klemmer, Marc Guggenheim                                  | 7 kwietnia 2016                         | 14 kwietnia 2016           |
| 11  | 11  | The Magnificent Eight | Ośmiu wspaniałych | Thor Freudenthal   | Greg Berlanti, Marc Guggenheim                                 | 12 kwietnia 2016 (CAN) 14 kwietnia 2016 | 21 kwietnia 2016           |
| 12  | 12  | Last Refuge           | Ostateczny azyl   | Rachel Talalay     | Chris Fedak, Matthew Maala                                     | 21 kwietnia 2016                        | 28 kwietnia 2016           |
| 13  | 13  | Leviathan             | Lewiatan          | Gregory Smith      | Sarah Nicole Jones, Ray Utarnachitt                            | 28 kwietnia 2016                        | 5 maja 2016                |
| 14  | 14  | River of Time         | Rzeka czasu       | Alice Troughton    | Cortney Norris, Anderson Mackenzie                             | 5 maja 2016                             | 12 maja 2016               |
| 15  | 15  | Destiny               | Przeznaczenie     | Olatunde Osunsanmi | Marc Guggenheim, Phil Klemmer, Chris Fedak                     | 12 maja 2016                            | 19 maja 2016               |
| 16  | 16  | Legendary             | Legendarny        | Dermotts Downs     | Chris Fedak, Phil Klemmer, Marc Guggenheim                     | 19 maja 2016                            | 26 maja 2016               |

## Sezon 2 (2016–2017)
| Nr | #  | Tytuł                          | Polski tytuł                                | Reżyseria        | Scenariusz                                                | Premiera (The CW)    | Premiera w Polsce (Netflix Polska) |
| --- | -- | ------------------------------ | ------------------------------------------- | ---------------- | --------------------------------------------------------- | -------------------- | ---------------------------------- |
| 17 | 1  | Out of Time                    | Czas się kończy                             | Dermott Downs    | Greg Berlanti, Chris Fedak, Marc Guggenheim, Phil Klemmer | 13 października 2016 | 10 czerwca 2017                    |
| 18 | 2  | The Justice Society of America | Amerykańskie Stowarzyszenie Sprawiedliwości | Michael Grossman | Chris Fedak, Sarah Nicole Jones                           | 20 października 2016 | 10 czerwca 2017                    |
| 19 | 3  | Shoguna                        | Szogun                                      | Kevin Tancharoen | Phil Klemmer, Grainne Godfree                             | 27 października 2016 | 10 czerwca 2017                    |
| 20 | 4  | Abominationsa                  | Potwory                                     | Michael Allowitz | Marc Guggenheim, Ray Utarnachitt                          | 3 listopada 2016     | 10 czerwca 2017                    |
| 21 | 5  | Compromiseda                   | Dawny znajomy                               | David Geddes     | Keto Shimizu, Grainne Godfree                             | 10 listopada 2016    | 10 czerwca 2017                    |
| 22 | 6  | Outlaw Country                 | Kraj bandytów                               | Cherie Nowlan    | Matthew Maala, Chris Fedak                                | 17 listopada 2016    | 10 czerwca 2017                    |
| 23 | 7  | Invasion!                      | Inwazja!                                    | Gregory Smith    | Phil Klemmer, Marc Guggenheim                             | 1 grudnia 2016       | 10 czerwca 2017                    |
| Odcinek ten jest ostatnią częścią trzyodcinkowego crossoveru rozpoczętego w serialu Supergirl (odcinek 2x08 pt. Medusa) i kontynuowanego w serialach Flash (odcinek 3x08 pt. Inwazja!, część pierwsza) oraz Arrow (odcinek 5x08 pt. Inwazja!, część druga). |    |                                |                                             |                  |                                                           |                      |                                    |
| 24 | 8  | The Chicago Way                | Tak to się robi w Chicago                   | Ralph Hemecker   | Sarah Nicole Jones, Ray Utarnachitt                       | 8 grudnia 2016       | 10 czerwca 2017                    |
| 25 | 9  | Raiders of the Lost Art        | Magiczne artefakty                          | Dermott Downs    | Keto Shimizu, Chris Fedak                                 | 24 stycznia 2017     | 10 czerwca 2017                    |
| 26 | 10 | The Legion of Doom             | Legion śmierci                              | Eric Laneuville  | Phil Klemmer, Marc Guggenheim                             | 31 stycznia 2017     | 10 czerwca 2017                    |
| 27 | 11 | Turncoat                       | Zdrajca                                     | Alice Troughton  | Grainne Godfree, Matthew Maala                            | 7 lutego 2017        | 10 czerwca 2017                    |
| 28 | 12 | Camelot/3000                   | Camelot/3000                                | Antonio Negret   | Anderson Mackenzie                                        | 21 lutego 2017       | 10 czerwca 2017                    |
| 29 | 13 | Land of the Lost               | Ziemia zaginionych                          | Ralph Hemecker   | Keto Shimizu, Ray Utarnachitt                             | 7 marca 2017         | 10 czerwca 2017                    |
| 30 | 14 | Moonshot                       | Człowiek rakieta                            | Kevin Mock       | Grainne Godfree                                           | 14 marca 2017        | 10 czerwca 2017                    |
| 31 | 15 | Fellowship of the Spear        | Drużyna włóczni                             | Ben Bray         | Keto Shimizu, Matthew Maala                               | 21 marca 2017        | 10 czerwca 2017                    |
| 32 | 16 | Doomworld                      | Dziwny świat                                | Mairzee Almas    | Ray Utarnachitt, Sarah Hernandez                          | 28 marca 2017        | 10 czerwca 2017                    |
| 33 | 17 | Aruba                          | Aruba                                       | Rob Seidenglanz  | Phil Klemmer, Marc Guggenheim                             | 4 kwietnia 2017      | 10 czerwca 2017                    |

## Sezon 3 (2017–2018)
8 stycznia 2017 roku stacja The CW ogłosiła oficjalnie przedłużenie serialu o trzeci sezon.
| Nr | #  | Tytuł                            | Polski tytuł                        | Reżyseria          | Scenariusz                                                    | Premiera (The CW)    | Premiera w Polsce (Netflix Polska) |
| --- | -- | -------------------------------- | ----------------------------------- | ------------------ | ------------------------------------------------------------- | -------------------- | ---------------------------------- |
| 34 | 1  | Aruba-Con                        | Arubikon                            | Rob Seidenglanz    | Phil Klemmer, Marc Guggenheim                                 | 10 października 2017 | 10 października 2019               |
| 35 | 2  | Freakshow                        | Cyrk w cyrku                        | Kevin Tancharoen   | Keto Shimizu, Grainne Godfree                                 | 17 października 2017 | 10 października 2019               |
| 36 | 3  | Zari                             | Zari                                | Mairzee Almas      | James Eagan, Ray Utarnachitt                                  | 24 października 2017 | 10 października 2019               |
| 37 | 4  | Phone Home                       | Dzwoni dom                          | Kevin Mock         | Matthew Maala                                                 | 31 października 2017 | 10 października 2019               |
| 38 | 5  | Return of the Mack               | Gra się nie skończyła               | Alexandra La Roche | Grainne Godfree, Morgan Faust                                 | 7 listopada 2017     | 10 października 2019               |
| 39 | 6  | Helen Hunt                       | Helena                              | David Geddes       | Keto Shimizu, Ubah Mohamed                                    | 14 listopada 2017    | 10 października 2019               |
| 40 | 7  | Welcome to the Jungle            | Witamy w dżungli                    | Mairzee Almas      | Ray Utarnachitt, Tyron B. Carter                              | 21 listopada 2017    | 10 października 2019               |
| 41 | 8  | Crisis on Earth-X, Part 4        | Kryzys na Ziemi-X: część 4          | Gregory Smith      | Marc Guggenheim, Andrew Kreisberg, Phil Klemmer, Keto Shimizu | 28 listopada 2017    | 10 października 2019               |
| Odcinek jest ostatnią częścią czteroodcinkowego crossoveru pomiędzy serialami Supergirl (odcinek 3x08, część pierwsza), Arrow (odcinek 6x08, część druga) oraz Flash (odcinek 4x08, część trzecia). |    |                                  |                                     |                    |                                                               |                      |                                    |
| 42 | 9  | Beebo the God of War             | Beebo — bóg wojny                   | Kevin Mock         | Grainne Godfree, James Eagan                                  | 5 grudnia 2017       | 10 października 2019               |
| 43 | 10 | Daddy Darhkest                   | Złodrogi tatku                      | Dermott Downs      | Keto Shimizu, Matthew Maala                                   | 12 lutego 2018       | 10 października 2019               |
| 44 | 11 | Here I Go Again                  | Mamma mia                           | Ben Bray           | Ray Utarnachitt, Morgan Faust                                 | 19 lutego 2018       | 10 października 2019               |
| 45 | 12 | The Curse of the Earth Totem     | Klątwa Totemu Ziemi                 | Chris Tammaro      | Grainne Godfree, Ubah Mohamed                                 | 26 lutego 2018       | 10 października 2019               |
| 46 | 13 | No Country for Old Dads          | To nie jest kraj dla starych tatków | Viet Nguyen        | Keto Shimizu, James Eagan                                     | 5 marca 2018         | 10 października 2019               |
| 47 | 14 | Amazing Grace                    | Król rocka                          | David Geddes       | Matthew Maala, Tyron B. Carter                                | 12 marca 2018        | 10 października 2019               |
| 48 | 15 | Necromancing the Stone           | Sekwencja Nostromo                  | April Mullen       | Grainne Godfree, Morgan Faust                                 | 19 marca 2018        | 10 października 2019               |
| 49 | 16 | I, Ava                           | Ja, Ava                             | Dean Choe          | Ray Utarnachitt, Daphne Miles                                 | 26 marca 2018        | 10 października 2019               |
| 50 | 17 | Guest Starring John Noble        | Gościnnie John Noble                | Ralph Hemecker     | Keto Shimizu, James Eagan                                     | 2 kwietnia 2018      | 10 października 2019               |
| 51 | 18 | The Good, the Bad and the Cuddly | Dobry, zły i milusi                 | Dermott Downs      | Marc Guggenheim, Phil Klemmer                                 | 9 kwietnia 2018      | 10 października 2019               |

## Sezon 4 (2018–2019)
| Nr | #  | Tytuł                                  | Polski tytuł                       | Reżyseria          | Scenariusz                        | Premiera (The CW)    | Premiera w Polsce (Netflix Polska) |
| -- | -- | -------------------------------------- | ---------------------------------- | ------------------ | --------------------------------- | -------------------- | ---------------------------------- |
| 52 | 1  | The Virgin Gary                        | Prawiczek Gary                     | Gregory Smith      | Phil Klemmer, Grainne Godfree     | 22 października 2018 | 22 października 2020               |
| 53 | 2  | Witch Hunt                             | Polowanie na czarownice            | Kevin Mock         | Keto Shimizu, Matthew Maala       | 29 października 2018 | 22 października 2020               |
| 54 | 3  | Dancing Queen                          | Królowa na melanżu                 | Kristin Windell    | James Eagan, Morgan Faust         | 5 listopada 2018     | 22 października 2020               |
| 55 | 4  | Wet Hot American Bummer                | To będzie boskie lato              | David Geddes       | Ray Utarnachitt, Tyrone B. Carter | 12 listopada 2018    | 22 października 2020               |
| 56 | 5  | Tagumo Attacks!!!                      | Tagumo atakuje!                    | Alexandra La Roche | Keto Shimizu, Ubah Mohammed       | 19 listopada 2018    | 22 października 2020               |
| 57 | 6  | Tender Is the Nate                     | Czuły jest Nate                    | Dean Choe          | Phil Klemmer, Matthew Maala       | 26 listopada 2018    | 22 października 2020               |
| 58 | 7  | Hell No, Dolly!                        | No dalej, laleczko                 | April Mullen       | Grainne Godfree, Morgan Faust     | 3 grudnia 2018       | 22 października 2020               |
| 59 | 8  | Legends of To-Meow-Meow                | Maskotki jutra                     | Ben Bray           | James Eagan, Ray Utarnachitt      | 10 grudnia 2018      | 22 października 2020               |
| 60 | 9  | Lucha de Apuestas                      | Lucha de Apuestas                  | Andrew Kasch       | Keto Shimizu, Tyron B. Carter     | 1 kwietnia 2019      | 22 października 2020               |
| 61 | 10 | The Getaway                            | Tym uciekniemy                     | Viet Nguyen        | Matthew Maala, Ubah Mohammed      | 8 kwietnia 2019      | 22 października 2020               |
| 62 | 11 | Séance & Sensibility                   | Magiczna i romantyczna             | Alexandra La Roche | Grainne Godfree, Jackie Canino    | 15 kwietnia 2019     | 22 października 2020               |
| 63 | 12 | The Eggplant, the Witch & the Wardrobe | Bakłażan, czarownica i stara szafa | Mairzee Almas      | Morgan Faust, Daphne Miles        | 22 kwietnia 2019     | 22 października 2020               |
| 64 | 13 | Egg MacGuffin                          | Zrobieni w jajo                    | Chris Tammaro      | James Eagan, Tyron B. Carter      | 29 kwietnia 2019     | 22 października 2020               |
| 65 | 14 | Nip/Stuck                              | W okowach lodu                     | David Geddes       | Ray Utarnachitt, Matthew Maala    | 6 maja 2019          | 22 października 2020               |
| 66 | 15 | Terms of Service                       | Regulamin                          | April Mullen       | Grainne Godfree, Ubah Mohammed    | 13 maja 2019         | 22 października 2020               |
| 67 | 16 | Hey, World!                            | Heyworld                           | Kevin Mock         | Phil Klemmer, Keto Shimizu        | 20 maja 2019         | 22 października 2020               |

## Sezon 5 (2020)
| Nr | #                 | Tytuł                                | Polski tytuł                                     | Reżyseria          | Scenariusz                                    | Premiera (The CW) | Premiera w Polsce (Netflix Polska) |
| Odcinek specjalny | Odcinek specjalny | Odcinek specjalny                    | Odcinek specjalny                                | Odcinek specjalny  | Odcinek specjalny                             | Odcinek specjalny | Odcinek specjalny                  |
| --- | ----------------- | ------------------------------------ | ------------------------------------------------ | ------------------ | --------------------------------------------- | ----------------- | ---------------------------------- |
| 68 | S1                | Crisis on Infinite Earths: Part Five | Kryzys na Nieskończonych Ziemiach: Piąta godzina | Gregory Smith      | Keto Shimizu, Ubah Mohamed                    | 14 stycznia 2020  | 15 marca 2022                      |
| Światy przetrwały. Światy zginęły. Nic już nie będzie takie jak dawniej. Goście specjalni: Grant Gustin jako Barry Allen/Flash; Melissa Benoist jako Kara Danvers/Supergil; Ruby Rose jako Kate Kane/Batwoman; Cress Williams jako Jefferson Pierce/Black Lightning; Danielle Panabaker jako Caitlin Snow/Killer Forst; David Harewood jako J'onn J'onnz/Martian Manhunter; Jon Cryer jako Lex Luthor; Chyler Leigh jako Alex Danvers; Tom Cavanagh jako Nash Wells; Rick Gonzalez jako Rene Ramirez/Wild Dog; Juliana Harkavy jako Dinah Drake; David Ramsey jako John Diggle/Spartan; Tyler Hoechlin jako Clark Kent/Superman; Elizabeth Tulloch jako Lois Lane; Nicole Maines jako Nia Nal/Dreamer; Stephen Amell jako Oliver Queen (głos) Gościnnie: Osric Chau jako Ryan Choi; Reina Hardesty jako Joslyn Jackam/Weather Witch; Audrey Marie Anderson jako Lyla Michaels; Eileen Pedde jako Prezydent USA Nieobecni: Matt Ryan; Tala Ashe; Maisie Richardson-Sellers; Courtney Ford; Olivia Swann; Amy Louise Pemberton Odcinek jest ostatnią częścią pięcioodcinkowego crossoveru "Crisis on Infinite Earths" pomiędzy serialami Supergirl (odcinek 5x09, część pierwsza), Batwoman (odcinek 1x09, część druga), Flash (odcinek 6x09, część trzecia) oraz Arrow (odcinek 8x08, część czwarta). Do wydarzeń zawartych w crossoverze nawiązuje również serial Black Lightning (odcinek 3x09), którego niektórzy bohaterowie występują w crossoverze, pomimo iż serial nie należy do tego samego uniwersum (Arrowverse). |                   |                                      |                                                  |                    |                                               |                   |                                    |
| Pozostałe odcinki sezonu |                   |                                      |                                                  |                    |                                               |                   |                                    |
| 69 | 1                 | Meet the Legends                     | Poznaj Legendy                                   | Kevin Mock         | Grainne Godfree, James Eagan                  | 21 stycznia 2020  | 15 marca 2022                      |
| 70 | 2                 | Miss Me, Kiss Me, Love Me            | Tęsknij, całuj, kochaj                           | David Geddes       | Ray Utarnachitt                               | 4 lutego 2020     | 15 marca 2022                      |
| 71 | 3                 | Slay Anything                        | Po prostu zabijaj                                | Alexandra La Roche | Matthew Maala, Tyron B Carter                 | 11 lutego 2020    | 15 marca 2022                      |
| 72 | 4                 | A Head of Her Time                   | Rób to z głową                                   | Avi Youabian       | Morgan Faust                                  | 18 lutego 2020    | 15 marca 2022                      |
| 73 | 5                 | Mortal Khanbat                       | Mortal Khanbat                                   | Caity Lotz         | Grainne Godfree, Mark Bruner                  | 25 lutego 2020    | 15 marca 2022                      |
| 74 | 6                 | Mr. Parker's Cul-De-Sac              | Ślepa uliczka pana Parkera                       | Ben Bray           | Keto Shimizu, James Eagan                     | 10 marca 2020     | 15 marca 2022                      |
| 75 | 7                 | Romeo v Juliet: Dawn of Justness     | Romeo kontra Julia                               | Alexandra La Roche | Ray Utarnachitt, Matthew Maala                | 17 marca 2020     | 15 marca 2022                      |
| 76 | 8                 | Zari, Not Zari                       | Zari, nie Zari                                   | Kevin Mock         | Morgan Faust, Tyron Carter                    | 21 kwietnia 2020  | 15 marca 2022                      |
| 77 | 9                 | The Great British Fake-Off           | Po brytyjsku                                     | David Geddes       | Jackie Canino                                 | 28 kwietnia 2020  | 15 marca 2022                      |
| 78 | 10                | Ship Broken                          | Statek zepsuty                                   | Andi Armaganian    | James Eagan, Mark Bruner                      | 5 maja 2020       | 15 marca 2022                      |
| 79 | 11                | Freaks and Greeks                    | Studencki klimacik                               | Nico Sachse        | Matthew Maala, Ubah Mohammed                  | 12 maja 2020      | 15 marca 2022                      |
| 80 | 12                | I Am Legends                         | Legendy to ja                                    | Andrew Kasch       | Ray Utarnachitt, Leah Pouillot, Emily Cheever | 19 maja 2020      | 15 marca 2022                      |
| 81 | 13                | The One Where We're Trapped on TV    | Ten, w którym jesteśmy uwięzieni w telewizorze   | Marc Guggenheim    | Grainne Godfree, James Eagan                  | 26 maja 2020      | 15 marca 2022                      |
| 82 | 14                | Swan Thong                           | Thong Song                                       | Kevin Mock         | Keto Shimizu, Morgan Faust                    | 2 czerwca 2020    | 15 marca 2022                      |

## Sezon 6 (2021)
| Nr | #  | Tytuł                        | Polski tytuł              | Reżyseria                 | Scenariusz                                | Premiera (The CW) | Premiera w Polsce (Netflix Polska) |
| -- | -- | ---------------------------- | ------------------------- | ------------------------- | ----------------------------------------- | ----------------- | ---------------------------------- |
| 83 | 1  | Ground Control to Sara Lance | Gdzie jest Sara Lance?    | Kevin Mock                | James Eagan, Mark Bruner                  | 2 maja 2021       | 27 sierpnia 2023                   |
| 84 | 2  | Meat: The Legends            | Nęci mnie mięsko          | Rachel Talalay            | Matthew Maala, Morgan Faust               | 9 maja 2021       | 27 sierpnia 2023                   |
| 85 | 3  | The Ex-Factor                | Eks                       | David Geddes              | Grainne Godfree, Tyron Carter             | 16 maja 2021      | 27 sierpnia 2023                   |
| 86 | 4  | Bay of Squids                | Zatoka Kałamarnic         | Sudz Sutherland           | Phil Klemmer                              | 23 maja 2021      | 27 sierpnia 2023                   |
| 87 | 5  | The Satanist's Apprentice    | Uczennica satanisty       | Caity Lotz                | Keto Shimizu, Ray Utarnachitt             | 6 czerwca 2021    | 27 sierpnia 2023                   |
| 88 | 6  | Bishop's Gambit              | Gambit Bishopa            | Kevin Mock                | James Eagan, Emily Cheever                | 13 czerwca 2021   | 27 sierpnia 2023                   |
| 89 | 7  | Back to the Finale: Part II  | Powrót do finału II       | Glen Winter               | Morgan Faust, Mark Bruner                 | 20 czerwca 2021   | 27 sierpnia 2023                   |
| 90 | 8  | Stressed Western             | Stres na Dzikim Zachodzie | David Ramsey              | Matthew Maala                             | 27 czerwca 2021   | 27 sierpnia 2023                   |
| 91 | 9  | This Is Gus                  | Taki jest Gus             | Eric Dean Seaton          | Tyron B. Carter                           | 11 lipca 2021     | 27 sierpnia 2023                   |
| 92 | 10 | Bad Blood                    | Koktajl z krwi            | Alexandra La Roche        | Grainne Godfree                           | 18 lipca 2021     | 27 sierpnia 2023                   |
| 93 | 11 | The Final Frame              | Ostatnia runda            | Jes Macallan              | James Eagan, Ray Utarnachitt              | 8 sierpnia 2021   | 27 sierpnia 2023                   |
| 94 | 12 | Bored on Board Onboard       | Sposób na nudę            | Harry Jierjian            | Keto Shimizu, Leah Poulliot               | 15 sierpnia 2021  | 27 sierpnia 2023                   |
| 95 | 13 | Silence of the Sonograms     | Milczenie ultrasonografów | Nico Sachse               | Phil Klemmer, Morgan Faust                | 22 sierpnia 2021  | 27 sierpnia 2023                   |
| 96 | 14 | There Will Be Brood          | Potrzebujemy krwi         | Maisie Richardson-Sellers | Ray Utarnachitt, Marcelena Campos Mayhorn | 29 sierpnia 2021  | 27 sierpnia 2023                   |
| 97 | 15 | The Fungus Amongus           | Rozmowa z grzybem         | David A. Geddes           | Keto Shimizu, James Eagan                 | 5 września 2021   | 27 sierpnia 2023                   |

## Sezon 7 (2021–2022)
| Nr  | #  | Tytuł                                            | Polski tytuł                                   | Reżyseria                 | Scenariusz                             | Premiera (The CW)    | Premiera w Polsce (Netflix Polska) |
| --- | -- | ------------------------------------------------ | ---------------------------------------------- | ------------------------- | -------------------------------------- | -------------------- | ---------------------------------- |
| 98  | 1  | The Bullet Blondes                               | Ostre Blondyny                                 | Kevin Mock                | James Eagan, Ray Utarnachitt           | 13 października 2021 | 30 listopada 2023                  |
| 99  | 2  | The Need for Speed                               | Szybki Speed                                   | Alexandra La Roche        | Morgan Faust, Marcelena Campos Mayhorn | 20 października 2021 | 30 listopada 2023                  |
| 100 | 3  | WVRDR_ERROR_100 <Oest-of-th3-Gs.gid30n> notFound | WVRDR_ERROR_100 Oest-of-th3-Gs.gid30n notFound | Caity Lotz                | Phil Klemmer, Matthew Maala            | 27 października 2021 | 30 listopada 2023                  |
| 101 | 4  | Speakeasy Does It                                | W tajnym barze                                 | Kristin Windell           | Keto Shimizu, Emily Cheever            | 3 listopada 2021     | 30 listopada 2023                  |
| 102 | 5  | It's a Mad, Mad, Mad, Mad Scientist              | Szalony naukowiec                              | Andrew Kasch              | Paiman Kalayeh, Mark Bruner            | 10 listopada 2021    | 30 listopada 2023                  |
| 103 | 6  | Deus Ex Latrina                                  | Deus ex latrina                                | Nico Sachse               | Ray Utarnachitt, Mercedes Valle        | 17 listopada 2021    | 30 listopada 2023                  |
| 104 | 7  | A Woman's Place Is in the War Effort!            | Kobieta na wojnie                              | Glen Winter               | Morgan Faust, Leah Poulliot            | 24 listopada 2021    | 30 listopada 2023                  |
| 105 | 8  | Paranoid Android                                 | Kto jest androidem?                            | David Geddes              | Phil Klemmer, Marcelena Campos Mayhorn | 12 stycznia 2022     | 30 listopada 2023                  |
| 106 | 9  | Lowest Common Demoninator                        | Lowest Common Demon-inator                     | Eric Dean Seaton          | James Eagan, Emily Cheever             | 19 stycznia 2022     | 30 listopada 2023                  |
| 107 | 10 | The Fixed Point                                  | Punkt Stały                                    | Maisie Richardson-Sellers | Matthew Maala, Paiman Kalayeh          | 26 stycznia 2022     | 30 listopada 2023                  |
| 108 | 11 | Rage Against the Machines                        | Wyścig z robotami                              | Jes Macallan              | Mark Bruner, Mercedes Valle            | 2 lutego 2022        | 30 listopada 2023                  |
| 109 | 12 | Too Legit to Quit                                | Bohaterowie nie mogą odejść                    | Sudz Sutherland           | Morgan Faust, Leah Poulliot            | 23 lutego 2022       | 30 listopada 2023                  |
| 110 | 13 | Knocked Down, Knocked Up                         | Badanie reakcji                                | Kevin Mock                | Phil Klemmer, Keto Shimizu             | 2 marca 2022         | 30 listopada 2023                  |